# Dendrobium denigratum
Dendrobium denigratum är en orkidéart som beskrevs av Johannes Jacobus Smith. Dendrobium denigratum ingår i släktet Dendrobium, och familjen orkidéer. Inga underarter finns listade i Catalogue of Life.